# اتجاهات غذائية
اتجاهات غذائية هي تغييرات واسعة النطاق في تفضيلات الأغذية. بعض هذه الاتجاهات يثبت أنها طويلة الأمد. غالبًا ما تتم مناقشة اتجاهات الطعام في مجلات الطبخ، وعبر الإنترنت.

## المدة الزمنية
على الرغم من أن بعض اتجاهات الغذاء قد تكون أكثر بدعة، إلا أن بعضها أصبح يدوم طويلاً. وفي بعض الأحيان يكون التركيز الدائم في ثقافة الغذاء. وقد نوقش في مقال في Bon Appétit الفرق بين الاتجاه الغذائي مقابل الموضة. ديفيد ساكس، مؤلف كتاب Tastemakers: لماذا كان الجنون نحو الكب كيك ولكن يسأم منه في دول الفوندو، «فكروا في زيت الزيتون البكر الممتاز»، مع الحشائش التي ضربها في أواخر السبعينيات وأوائل الثمانينيات، ثم انتقل إلى أي شخص آخر في التسعينات، أصبح الأمر «الشيء». الآن، لم يكن هذا الاتجاه، ولا أحد يتحدث عنه فعلاً، بل هو الزيت الافتراضي، وأصبح جزءًا من ثقافة الأكل، فالتجاهات تفعل ذلك.

## مناقشة الإتجاهات
وقد دفعت السلطات من مجلة Bon Appétit  ومجلة Food & Wine إلى كبار الطهاة في العالم هذه الاتجاهات وأبلغت عنها. على سبيل المثال، أصدرت بون أبيتيت مؤخرًا أفضل 25 اتجاهًا غذائيًا لعام 2013 في مقالتهم «مكتبة الإسكندرية 25: ماذا نأكل، نشرب، ونطهو في 2013».
توفر Pinterest و Twitter روابط لمواقع تسرد ما تخدمه هذا الموسم. وتم تصميم Pinterest لعرض الاتجاهات والأطعمة هي واحدة من أكبر فئاتها. كما ظهرت مواقع صغيرة على غرار المدونات. ومن الأمثلة على ذلك، Violas Pantry , الفم من الجنوب، The Daily Meal، و Spiced التي تجند أعدادًا أصغر من القراء وتوفر محتوى ترفيهيًا عامًا لجمهور أكثر استهدافًا.